# حديقة غار المعذر
حديقة غار المعذر، تعتبر من الحدائق الجمالية التي تم تأسيسها بجوار 
مستشفى الملك فيصل التخصصي في مدينة الرياض.

## أهمية غار المعذر قديماً
- قربه من أسوار الرياض مما جعل الوصول إليه سهلاً بواسطة الجمال والخيول والحمير.
- يعتبر منتجع الأهالي آنذاك حيث يُتيح لهم بحكم تضاريسه المتنوعة ما بين المرتفعات والتلال ما يسمح لهم بالاستمتاع باشعة الشمس المشرقة صباحاً على تجويف الغار.
- بعد اتساع العمران أتاح الغار للجالس الإشراف على المسافة الممتدة بينه وبين العاصمة الرياض، ومعرفة مسالك الطرق، واماكن تصريف السيول.[1]

## إستخدامات الغار التاريخية
- من العادات الشعبية قديماً لدى سكان الرياض الخروج للغار في سبيل الترويح عن النفس وتجديد النشاط.
- كان الغار معلماً بارزاً في إقامة المناسبات الاجتماعية كالأعياد وحفلات ختم القرآن، وأبرز الحفلات في مدينة الرياض هي ما يسمى بالزفة الأميرية التي تقيمها مدرسة الأمراء في القصر، ويكون ميدان الاحتفالات في غار المعذر.
- كان الغار مركزاً للاجتماعات كما حدث في آخر حياة الملك عبد العزيز آل سعود بمناسبة مرور خمسين سنة على تأسيس المملكة العربية السعودية؛ فقد عقد أبناء الملك عبد العزيز اجتماعاً فيه ووجهوا خطاباً للملك عبد العزيز يعلنون الولاء التام بالسمع والطاعة، وقد كتب الخطاب الأمير مساعد بن عبدالعزيز لجودة خطه وحسن تعبيره.
- كان الغار مكاناً لممارسة المأثورات الشعبية المشهورة لدى سكان الرياض وخصوصاً الفلكلور من شعر وغناء وألحان، وممارسة الفنون الشعبية واستعمال ادوات الطرب البسيطة كالدف، والطار، والطبل، والربابة، والسمسمية، والشدو الصوتي كالسماري والحوطي والعرضة والهجيني.
- يعتبر الغار منتجعاً صحياً للمرضى لكثرة البساتين والنخيل من جميع جهاته، فغالباً المرضى ما يأتون إليه بعيداً عن هواء العاصمة حتى يتماثلون للشفاء.
- يعتبر الغار من المراكز المناسبة لإقامة الحلقات العلمية على سبيل المثال حين قدم الشيخ عبد الرحمن بن حسن بن محمد بن عبدالوهاب إلى الرياض عائداً من مصر إلى الرياض وقد نُقل مع مجموعة من أسرتي آل سعود وآل الشيخ من الدرعية اثناء سقوطها، ولكفاءته العلمية أوكل إليه الإمام تركي بن عبد الله شؤون القضاء والدعوة؛ فكان يلقي دروسه في المعذر مرتين في الأسبوع لتلامذته القدماء في الدرعية وعرقة والوصيل.[2]

## مساحة وموقع الحديقة
افتتحها الملك سلمان بن عبدالعزيز آل سعود في محرم 1416هـ تخليداً لذكرى المؤسس عبدالعزيز آل سعود، وتبلغ مساحة حديقة غار المعذر حوالي 33700 متر مربع، وتقع الحديقة بين المجمع السكني الغربي والمجمع السكني (هـ) بمستشفى الملك فيصل التخصصي ومركز الأبحاث.

## أهم مرافق الحديقة
- تحتوي الحديقة على 15 نافورة مزودة بالإضاءة الملونة التي تطل على بحيرة تحيط بها الأحجار مختلفة الأحجام والأشكال.
- من الناحية الغربية للحديقة تم استغلال انحدارها بإنشاء شلال مصنوع من الصخور الملونة بارتفاع 6 أمتار مما أعطى منظراً جمالياً للحديقة
- احتوى الجزء الجنوبي من الحديقة على العديد من الأشجار والنباتات والمضمار الذي أتخذ الشكل شبه دائري فائدته الجري في وسط من نظام الرذاذ الضبابي، وكما أحتوى أيضاً على 9 مناطق لمزاولة التمارين الرياضية مزودة بأجهزة اللياقة البدنية.
- تحتوي الحديقة على جسر معلق يبلغ طوله 21 متر على منحدر صخري يصل بين طرفي المضمار.
- تحتوي الحديقة على منصة مكونة من ثلاثة أبراج دائرية الشكل من الطين الطبيعي مزودة بدرج خشبي ليعطي رؤية واضحة للحديقة.
- تتألف الجهة الشرقية من الحديقة على العديد من المرافق أهمها:
- منطقة تزلج تتخذ الشكل البيضاوي مساحتها حوالي 300 متر مربع
- ميدان رياضي مغطى بالعشب ومزود بالإضاءة مساحته 2000 متر مربع
- منطقتان للألعاب مجهزة تجهيزاً كاملاً للأطفال ومزودتان بالمظلات الخشبية، وتبلغ مساحتها حوالي 1000 متر مربع.
- مسرح مكسو بالأحجار الطبيعة ليتناسب مع الحديقة، وميزته أنه يعرض في الهواء الطلق ويتسع لـ 200 متفرج تقريباً
- تغطية الأرضية المنبسة بمساحات خضراءبإستخدام تشكيلة متنوعة من الأعشاب والنباتات الأرضية والزهور والنخيل
- احنوت الحديقة على منطقة مائية دائرية الشكل مساحتها 350 متر مربع مغطأة بالغرانيت المتدرج الخشونة، وتحيط بها النوافير المتعددة الأرتفاع واللون.[5]

## انظر ايضاً
- منتزه الملك عبدالله الوطني
- حديقة الملك سلمان (الرياض)

## وصلات خارجية
- حول المدينة.
- التخصصي يقيم سحوراً في حديقة الغار لمنسوبيه.